# Bapao
Ein Bapao ist ein „brötchenähnlicher“ Knödel mit Füllung – genauer gefüllter Hefekloß oder Baozi – in den Niederlanden, dessen Ursprung in der multiethnischen Kolonialküche des ehemaligen Niederländisch-Indiens – heute Indonesien – liegt. Das Bapao gehört im Ursprungsland Indonesien zur typischen Streetfood-Kultur.

## Etymologie
Die Bezeichnung Bapao – auch Bakpao genannt – leitet sich vom Hokkien-Begriff Bahpau – chinesisch 肉包, Pinyin ròubāo, Jyutping juk6baau1, Pe̍h-ōe-jī bah-pau – „Fleisch-Hefekloß“ – ab und ist chinesischen Ursprung. Historisch brachten ausgewanderte Überseechinesen der Fujian-Region im Südosten Chinas diese chinesische Speise als Kulturexport ins damalige Kolonialgebiet der Niederlande (siehe auch Baozi). Das Gericht verbreitete sich mit der chinesischen Minderheit im damaligen Niederländisch-Indien und ist heute fester Bestandteil der Küche Indonesiens. Es kam vermutlich im Laufe der niederländischen Kolonialzeit durch emigrierte eurasische Indo-Niederländer chinesischer Abstammung oder Molukker in die Niederlande nach Europa.

## Zutaten
Für die Füllung werden oft Gehacktes, zerkleinertes Hühnchenfleisch oder vegetarische Bestandteile verwendet. Prinzipiell lässt sich alles verwenden, was kleingehackt und in die richtige Konsistenz gebracht werden kann. Das Bapao hat meist die Form eines großen runden Brötchens, ist aber im Gegensatz zu selbigem außen weiß, da es gedämpft wird. Die Konsistenz erinnert an Hefeklöße oder Dampfnudeln. Der Teig besteht aus Weizenmehl, Wasser und Hefe. Nach dem Ansetzen lässt man ihn erst eine Weile aufgehen, bevor er weiterverarbeitet wird.
Als Snack ist das Bapao in Imbissbuden und an Marktständen erhältlich. Viele Supermärkte in den Niederlanden führen es als Tiefkühlware zur Zubereitung in der Mikrowelle. Es wird oft mit Chilisauce verzehrt.